# ラウィニウム

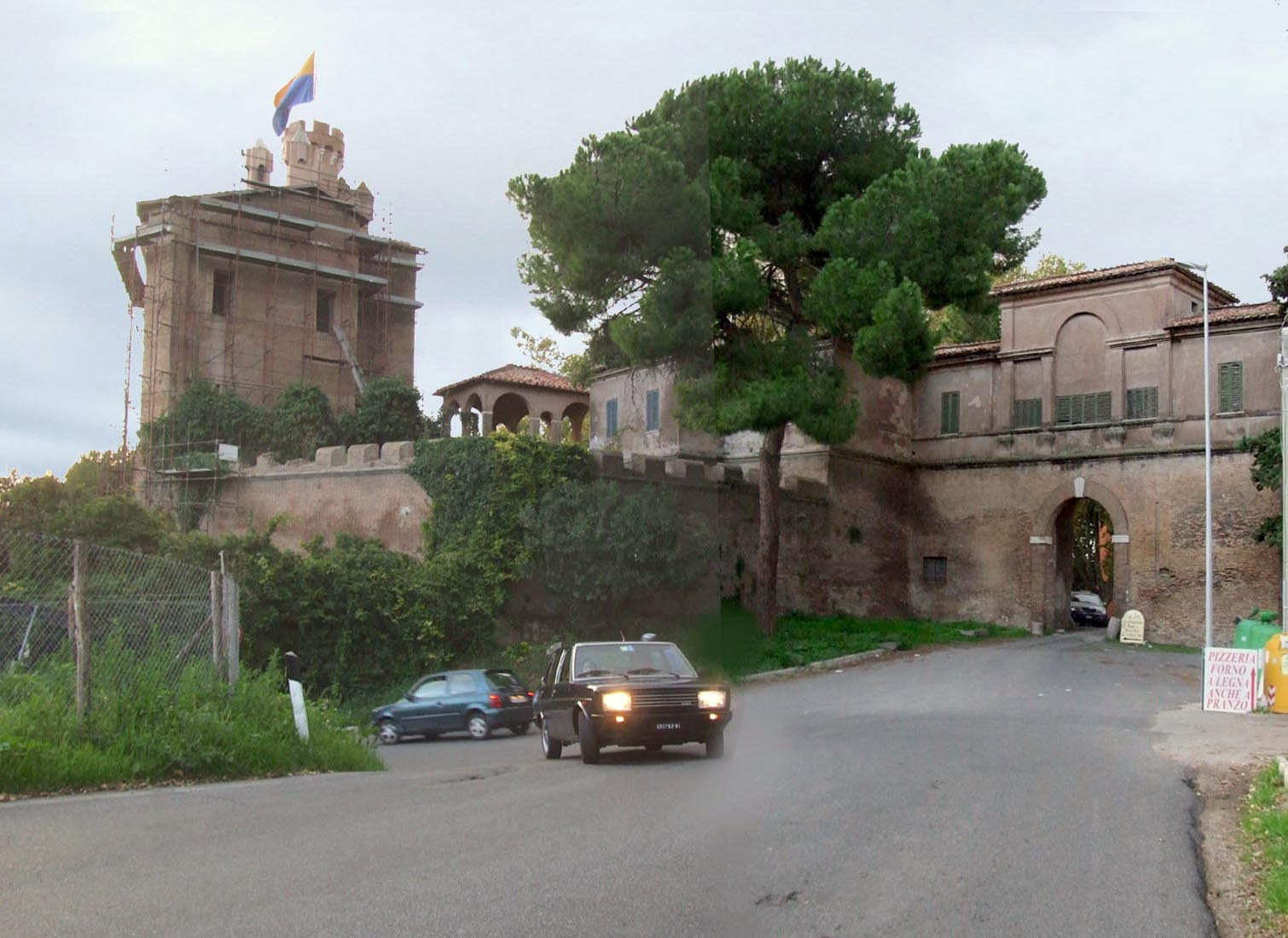
中世の城壁が残る村プラティカ・ディ・マーレの門。古代のラウィニウムの中心に位置する。見えている建築物の年代は様々である。左にそびえているのが Castello Borghese でローマ時代の要塞の一部とされている。発掘が行われているのは、ここから左に行ったところ。ポメーツィアの町と博物館は撮影者の背後にある。

ラウィニウム（ラテン語: Lāuīnĭum）はかつてラティウムに存在した港湾都市で、ローマから南に19km、テヴェレ川沿いのオスティアとアンツィオの中間あたりにあった。当時はそのあたりに海岸線があったが、今はかなり内陸になっている。ラウィニウムは丘の上にあり、北には Silva Laurentina という月桂樹の深い森があり、南には Pontine Marshes という広大なマラリアの発生する湿地帯があった。Numicus または Numicius という川の河口があったため、オスティアとアンツィオの間で唯一の港となった。背後には Alban hills と呼ばれる山がある。

## 概要
ラウィニウムは場所が不明になったことはなく、急に放棄されたこともない。現在そこにあるのは中世風の城壁に囲まれた村プラティカ・ディ・マーレであり、ポメーツィアのコムーネに属する。ポメーツィアは1939年にベニート・ムッソリーニの命によって建設された新たな都市であり、当時の技術者が数千年に渡る沼地の干拓を完成させたため居住可能となった。村は市の中心地からは若干離れている。Castello Borghese と呼ばれるかつての要塞にある門を通って村の中に入ることができる。その名称は1617年にマーカントニオ・ボルゲーゼが村と共に購入したことに由来する。その城（要塞）と村は徐々に再設計され、形を変えてきた。村の一部を囲んでいる小川 Fosso di Pratica はかつての川の名残である。
プラティカ・ディ・マーレはティレニア海から6kmほど離れており、イタリア空軍の基地（プラティカ・ディ・マーレ空軍基地）のある沖積棚の斜面の頂上付近にある。この基地はかつて、ドゥーチェ（ムッソリーニ）を山荘から救出し、オットー・スコルツェニーがムッソリーニをドイツに安全に移送する際使った基地として歴史に名を残している。現在この基地はローマ地域へ要人が訪問する際に利用したり、航空ショーを開催したりしている。Fosso di Pratica はこの空港を迂回するように流れを変更されている。かつては、この丘の麓まで海岸線が迫っていたが、オスティアと同様にかなり内陸になってしまった。古代ローマ時代にはこの海岸にヴィッラが立ち並んでいた。
プラティカ・ディ・マーレは古代のラウィニウムよりずっと小さく、周辺には古代の遺物が露出している。最近行われた発掘調査により、ローマ建国神話とも適合するような古い遺物が見つかった。ラウィニウムは紀元前7世紀には城塞を備え、紀元前6世紀に栄えていた。ラウィニウムは共和政ローマ時代にローマの支配下に入り、ラウレンティーナ街道によって北はローマ、南はアルデーアと繋がった。帝国期には謎の多いラウレントゥムと統合されてラウロラウィニウム (Laurolavinium) と呼ばれるようになり、裕福なローマ人がこぞって冬のヴィッラを建てた。ただし、この統合については不明な点が多い。

## 考古学
都市の城壁周辺から多数の窯が見つかっている。ラウィニウムの周辺はソールの聖域とされ、多数の祭壇があった。そのうちの1つで見つかった青銅の銘板にはディオスクーロイを祀っていることが記されていた。

## 伝説
ローマ神話によれば、ローマとラウィニウムの関係は深く、ラウィニウムと名付けたのはアイネイアースで、妻でありラテン人の王だったラティヌスの娘ラウィーニアに因んだものとされている。トロイ王家の血筋とされるアイネイアースは、イタリアに到達すると原住のルトゥリ族のリーダートゥルヌスと戦った。アイネイアース自身が建設したのはローマではなくラウィニウムだったが、後にラウィニウムの人々がローマ建国に関わることになる。
ラウィニウム建国とトゥルヌスとの戦いはウェルギリウスの叙事詩『アエネーイス』に描かれている。
古代においては、ラウィニウムは近くのラウレントゥムと密接な関係があった。リウィウスによれば、ロームルスとティトゥス・タティウスがローマを共同統治していた紀元前8世紀、ラウレントゥムの大使がローマを訪れたが、タティウスの親族がこれを殺害した。ラウレントゥム人は抗議したが、タティウスは親族の証言を信じ、ラウレントゥム側の話を聞かなかった。後にタティウスが毎年行われる祭礼のためにラウィニウムを訪れたとき、騒動が起きてタティウスが殺害された。しかしロームルスは戦争を回避し、ローマとラウィニウムの協定を更新した。